# Vaugneray (comuna delegada)
Vaugneray era una comuna francesa situada en el departamento de Ródano, de la región de Auvernia-Ródano-Alpes, que el uno de enero de 2015 pasó a ser una comuna delegada de la comuna nueva de Vaugneray al fusionarse con la comuna de Saint-Laurent-de-Vaux.

## Demografía
| Gráfica de evolución demográfica de Vaugneray entre 1800 y 2014 |
|                                                                 |

Los datos demográficos contemplados en este gráfico de la comuna de Vaugneray se han cogido de 1800 a 1999 de la página francesa EHESS/Cassini, y los demás datos de la página del INSEE.